# Lasse Bamse
Lasse Bamse (svensk: Nalle Lufs) er en figur i tre børnebøger af den svenske forfatter Gösta Knutsson, der også har forfattet de mange bøger om katten Pelle Haleløs. Lasse Bamse er en bjørneunge, der først leder efter sin mor, men som efterhånden kommer ud på forskellige eventyr. Han bliver ven med pigen Lotte og flytter ind i hendes og hende mormors hus, og senere bliver han også gode venner med genboens hund, Skrutten.
Lasse Bamse-bøgerne udkom på svensk fra 1949 til 1952 og er oversat til dansk, finsk, norsk, polsk og ungarsk. Senere blev Lasse Bamse også brugt til en tegneserie. De svenske bøger udkom på Albert Bonniers forlag med illustrationer af Eva Alexandrowa.
Den første bog i serien blev udsendt på dansk med de originale illustrationer i serien Gyldendals Børnebibliotek, men blev senere genudgivet og suppleret med bog nr. 2 og 3 i serien Gyldendals Regnbuebøger, nu illustreret af Lisbeth Holmberg. De danske oversættelser er af Ellen Kirk.

## Bøger i serien
- Nalle Lufs, 1949 (dansk: Lasse Bamse rejser ud i verden, 1955, og Lasse Bamse, 1969)
- Nalle Lufs i farten, 1950 (dansk: Lasse Bamse løber hjemmefra, 1969)
- Nalle Lufs och Skrutten, 1952 (dansk: Lasse Bamse og Skrutten, 1970)